# Палваст, Шеванна
Шеванна Палваст (англ. Chevannah Paalvast; род. 4 сентября 1991 года в Уаитакере, р-н Окленд, Новая Зеландия) — новозеландская профессиональная баскетболистка, которая выступала в женской национальной баскетбольной лиге. На драфте ВНБА 2014 года не была выбрана ни одной из команд. Играла на позиции лёгкого форварда и атакующего защитника. Чемпионка женской НБЛ (2016).
В составе национальной сборной Новой Зеландии завоевала серебряные медали чемпионата Океании 2015 годов в Австралии и Новой Зеландии, стала бронзовым призёром Игр Содружества 2018 года в Голд-Косте, плюс принимала участие на чемпионатах Азии 2017 и 2019 годов в Индии и 2021 года в Иордании.

## Ранние годы
Шеванна Палваст родилась 4 сентября 1991 года в городе Уаитакере (регион Окленд), училась она там же в средней школе Мэсси, в которой выступала за местную баскетбольную команду.